# معاملة المثليين في الجمهورية العربية الصحراوية الديمقراطية
يواجه الأشخاص من المثليين والمثليات ومزدوجي التوجه الجنسي والمتحولين جنسياً (اختصاراً: LGBT) في الجمهورية العربية الصحراوية الديمقراطية، وهي دولة ذات اعتراف محدود تسيطر علة الإقليم غير المتمتع بالحكم الذاتي الصحراء الغربية، تحديات قانونية واجتماعية لا يواجهها غيرهم من المغايرين جنسيا. يعتبر النشاط الجنسي بين الرجال وبين النساء غير قانوني في الجمهورية العربية الصحراوية الديمقراطية. يواجه الأشخاص من مجتمع المثليين وصمة عار بين السكان. كما أن المنازل التي يعيش فيها الشركاء المثليون غير مؤهلة للحصول على نفس الحماية القانونية المتاحة للأزواج المغايرين، مع وجود عدة تقارير تتحدث عن مستوى عالي من التمييز والانتهاكات ضد مجتمع المثليين.

## قانونية النشاط الجنسي المثلي

### المحافظة الخارجية للصحراء الإسبانية
في عام 1822، تم اعتماد أول قانون جزائي لمملكة إسبانيا وتم تشريع النشاط الجنسي المثلي. في عام 1928، في ظل دكتاتورية ميغيل بريمو دي ريفيرا، تم تجريم جريمة «الأفعال الجنسية المثلية المعتادة» في إسبانيا. في عام 1932، تم تشريع النشاط الجنسي المثلي مرة أخرى في إسبانيا.
خلال الحرب الأهلية الإسبانية، تم إعدام الشاعر فيديريكو غارسيا لوركا من قبل القوات القومية بزعم كونه مثليا، من بين أشياء أخرى، ولكن لا يمكن تأكيد ذلك. الإصلاحات القانونية في عامي 1944 و 1963 تعاقب على النشاط الجنسي المثلي تحت «السلوك العام الفاضح». في عام 1954، تم تعديل قانون التشرد لعام 1933 ليعلن أن المثليين جنسياً يمثلون «خطرًا»، مما يساويه مع البينكسيتيزم (القوادة). ينص نص القانون على أن التدابير الواردة فيه «ليست عقوبات مناسبة، بل مجرد تدابير أمنية، وضعت بنهاية وقائية مضاعفة، بهدف ضمان جماعي وتراجع التطلع إلى تصحيح تلك الموضوعات إلى أدنى مستويات الأخلاق. لا يهدف هذا القانون إلى المعاقبة، بل إلى الإصلاح». ومع ذلك، فإن الطريقة التي تم بها تطبيق القانون كانت عقابية وتعسفية بشكل واضح: فغالباً ما تستخدم الشرطة قوانين التشرد ضد المعارضين السياسيين المشتبه بهم، مستخدمةً المثلية الجنسية كوسيلة للتغلب على الضمانات القضائية.
ومع ذلك، في حالات أخرى، كانت مضايقة المثليين والمثليات ومزدوجي التوجه الجنسي والمتحولين جنسياً موجهة بوضوح إلى عاداتهم الجنسية، وتم إرسال المثليين جنسياً (معظمهم من الرجال) إلى سجون خاصة تسمى «صالات عرض المنحرفين» (بالإسبانية: "galerías de invertidos"). تم سجن الآلاف من الرجال والنساء المثليين والمثليات، أو وضعوا في معسكرات، أو حبسوا في المؤسسات العقلية تحت ديكتاتورية فرانكو المعادية للمثليين، والتي استمرت لمدة 36 سنة حتى وفاته في عام 1975. توفي فرانكو، بدأ نظامه في إفساح المجال للديمقراطية الدستورية الحالية، ولكن في أوائل 1970 تم تجاهل السجناء المثليين جنسيا من قبل النشاط السياسي لصالح مزيد من المعارضين السياسيين «التقليديين». وينتقد بعض الناشطين المثليين عدم وجود تعويضات على ذلك.
ومع ذلك، في ستينات القرن العشرين، بدأت حضور سري للمثليين جنسيا في الظهور في برشلونة، وكانت المدينة متسامحة في ظل نظام فرانكو، وظهرت مراكز نظيرة في إيبيزا وسيتجيس (بلدة في مقاطعة برشلونة، كاتالونيا، والتي لا تزال مقصدا سياحيا للمثليين جنسيا). في أواخر الستينات والسبعينات ظهرت مجموعة من الأدب المثلي بالغة الكاتالونية. بدأت المواقف في إسبانيا الكبرى تتغير مع عودة الديمقراطية بعد وفاة فرانكو من خلال حركة ثقافية تعرف باسم موبيدا مدريد. هذه الحركة، جنبا إلى جنب مع نمو حركة حقوق المثليين جنسيا في بقية أوروبا والعالم الغربي كان عاملاً كبيرًا في جعل إسبانيا اليوم واحدة من أكثر الأماكن الأوروبية تسامحًا اجتماعيًا للمثليين. في عام 1970، نص قانون الأخطار الاجتماعية على حكم بالسجن لمدة ثلاث سنوات على المتهمين بالعلاقات الجنسية المثلية.

### الوقت الحاضر
في حين أن المثلية الجنسية وزواج المثليين قانونيا حاليا في إسبانيا، إلا أن المثلية الجنسية لا يزال يعاقب عليه بالسجن في كل من الصحراء الغربية والمغرب. الصحراء الغربية هي المستعمرة الإسبانية السابقة الوحيدة التي تعتبر فيها المثلية الجنسية غير قانونية.

## ملخص
| قانونية النشاط الجنسي المثلي                                                                  | (العقوبة: غرامة وغرامة تصل إلى 3 سنوات) |
| المساواة في السن القانوني للنشاط الجنسي                                                       | No                                      |
| قوانين مكافحة التمييز في التوظيف                                                              | No                                      |
| قوانين مكافحة التمييز في توفير السلع والخدمات                                                 | No                                      |
| قوانين مكافحة التمييز في جميع المجالات الأخرى (تتضمن التمييز غير المباشر، خطاب الكراهية)      | No                                      |
| قوانين مكافحة أشكال التمييز المعنية بالهوية الجندرية                                          | No                                      |
| زواج المثليين                                                                                 | No                                      |
| الاعتراف القانوني بالعلاقات المثلية                                                           | No                                      |
| تبني أحد الشريكين للطفل البيولوجي للشريك الآخر                                                | No                                      |
| التبني المشترك للأزواج المثليين                                                               | No                                      |
| يسمح للمثليين والمثليات ومزدوجي التوجه الجنسي والمتحولين جنسيا بالخدمة علناً في القوات المسلحة | No                                      |
| الحق بتغيير الجنس القانوني                                                                    | No                                      |
| علاج التحويل محظور على القاصرين                                                               | No                                      |
| الحصول على أطفال أنابيب للمثليات                                                              | No                                      |
| الأمومة التلقائية للطفل بعد الولادة                                                           | No                                      |
| تأجير الأرحام التجاري للأزواج المثليين من الذكور                                              | (غير قانوني للأزواج المغايرين كذلك)     |
| السماح للرجال الذين مارسوا الجنس الشرجي التبرع بالدم                                          | No                                      |